# Sâncraiu, Covasna
Sâncraiu (în maghiară Sepsiszentkirály, colocvial Szentkirály) este un sat în comuna Ilieni din județul Covasna, Transilvania, România. Se află în partea de sud-vest a județului, în Depresiunea Sfântu Gheorghe, la poalele estice ale Munților Baraolt.

## Așezare
Localitatea Sâncraiu este situată pe valea pârâului cu același nume, în vecinătatea sudică a municipiului Sfântu Gheorghe, la o altitudine de 530–590 m, pe drumul județean 112, Brașov - Hărman - Sfântu Gheorghe.

## Scurt istoric
Prima atestare documentară datează din anul 1334, dar și aici, puținele descoperiri arheologice demonstrează prezența omului încă mult înainte. Pe locul numit "Culmea Lagului", situat între drumul județean 112 și drumul ce duce spre sat, s-a descoperit un nucleu de obsidiană datând din epoca neolitică. Pe teritoriul satului s-a mai găsit un denar roman, emis în anul 89 - 88 î.e.n. ce ar putea să provină dintr-o așezare dacică. De-a lungul timpului satul a avut mai multe denumiri, astfel, în anul 1787 se numea Szincráj, în 1850 - Szent Kraj iar în 1854 - San-Craiu.

## Economie
Economia localității este una predominant agricolă, bazată pe cultivarea  cartofului și a cerealelor și creșterea animalelor.

## Atracții turistice
- Biserica Unitariană, secolul al XV-lea
- Biserica Reformată, secolul al XIX-lea